# Beeldentuin van San Marco

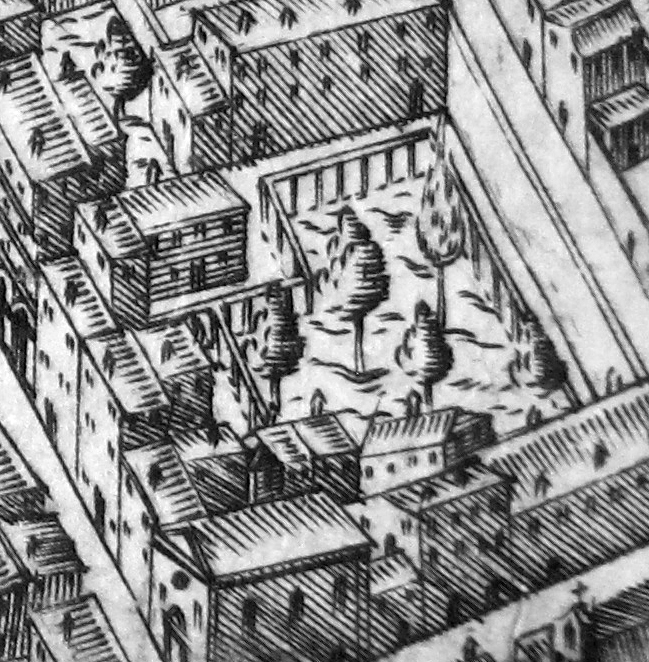
De tuin op een tekening van Buonsignori (1584)

De Beeldentuin van San Marco (Italiaans: Giardino di San Marco; Latijn: Ortum Laurentii) was een tuin in Firenze waar Lorenzo I de' Medici antieke sculpturen opstelde en artistiek talent liet opleiden. Verschillende renaissancebeeldhouwers zijn er geschoold onder toezicht van de bewaarder  Bertoldo di Giovanni. De tuin lag ongeveer tussen het huidige Casino Mediceo in de Via Cavour en het Palazzo Socci in de Via San Gallo.

## Geschiedenis
De voornaamste bronnen over de tuin zijn Giorgio Vasari en Michelangelo's biograaf Ascanio Contivi. Sommige historici vonden redenen om aan hun woorden te twijfelen, maar sindsdien zijn onafhankelijke bronnen opgespoord die het bestaan van de opleidingstuin bevestigen.
De tuin was ingericht in een historisch groen gebied in het hart van de "Medici-wijk", niet ver van het Medici-paleis en de kerken van San Marco en San Lorenzo. Hij werd rond 1475 aangekocht van de dominicaanse observanten van San Marco door Clarice Orsini, de vrouw van Lorenzo. Diens verzameling antieke sculpturen, grotendeels verworven in Rome, werd er ondergebracht. De bewaarder van de werken en de beschermheer van de studenten was Bertoldo di Giovanni, een leerling van Donatello.
Vooral leerlingen uit het atelier van Domenico Ghirlandaio lijken in de tuin te zijn geschoold, onder wie Baccio da Montelupo, Giovan Francesco Rustici, Giuliano Bugiardini, Niccolò Soggi, Lorenzo di Credi, Andrea Sansovino, Francesco Granacci, Pietro Torrigiano en Michelangelo Buonarroti. Het was een soort academie waar ze de beginselen van de kunst leerden, klassieke sculpturen kopieerden en zich bekwaamden in tekenen, beeldhouwen en andere technieken. Rond 1480 zou ook Leonardo da Vinci in de tuin hebben gestudeerd.
Op 9 november 1494 werden de kostbaarheden geplunderd die de Medici in de tuin hadden ondergebracht. Onder de theocratische republiek van Girolamo Savonarola bleven de broers Lorenzo di Pierfrancesco de' Medici en Giovanni de' Medici il Popolano als enige Medici achter en hielden ze de kunstopleiding gaande. Nadien werd het gebied verlaten en raakte het hier en daar bebouwd. Het werd onderdeel van het park van het Casino di San Marco. In de tweede helft van de negentiende eeuw werd het hele gebied herontwikkeld met de aanleg van de Piazza dell'Indipendenza en de Via San Leopoldo.

## Weerklank
Een zaal in de Uffizi evoceert het klimaat van de beeldentuin van San Marco. Ze toont antieke sculpturen uit het oudste Medici-bezit samen met pseudo-antieke werken. Ook in het Casa Buonarroti is er een dergelijke zaal, waar Michelangelo's vroege werken zoals de Strijd van de Centauren en de Madonna della Scala te zien zijn. De beeldentuin verschijnt verder in de tv-serie I Medici.

## Voetnoten
1. ↑  André Chastel, Art et humanisme à Florence au temps de Laurent le Magnifique, 1959, p. 19-24
2. ↑  Caroline Elam, "Lorenzo de' Medici's Sculpture Garden" in: Mitteilungen des Kunsthistorischen Institutes in Florenz, 1992, p. 41-84
3. ↑  Elam 1992, p. 76
4. ↑  Florian Métral, Michel-Ange. Ténèbres et Lumière, 2024, p. 37